# Francesco Mari
Francesco Mari detto Franco (Salerno, 4 settembre 1962) è un politico italiano, dal 13 ottobre 2022 deputato alla Camera per Sinistra Italiana.

## Biografia
Frequenta il liceo classico Torquato Tasso di Salerno, inizia ad appassionarsi alla politica contestualmente al movimento del Settantasette. Dagli anni '80 è attivo nel movimento dei disoccupati organizzati salernitani; in seguito è presidente della cooperativa “Lavorare Tutti Lavorare Meno". Svolge diversi lavori, prima di diventare maestro elementare.
Alle elezioni amministrative del 1997 si candida come sindaco di Salerno, sostenuto da Rifondazione Comunista, ma raccoglie solo l'1,91% dei voti, venendo comunque eletto consigliere comunale di Salerno.
Alle elezioni amministrative del 1999 si candida alla presidenza della provincia di Salerno, sostenuto sempre da Rifondazione Comunista, ottenendo solo il 2,5% dei voti e senza entrare nel consiglio provinciale.
Nel 2001 viene nominato assessore al lavoro e alle politiche comunitarie del comune di Salerno, incarico che mantiene fino al luglio 2005. Nel PRC è segretario provinciale salernitano, responsabile nazionale della sicurezza sul lavoro e dell'ufficio elettorale. Negli stessi anni fa anche parte della segreteria nazionale della Sinistra Europea.
Nel 2009 segue la scissione dal PRC di Nichi Vendola che dà vita al Movimento per la Sinistra, poi confluito in Sinistra Ecologia Libertà (SEL), partito di cui dal 2014 è segretario provinciale a Salerno.
Nel 2017, con lo scioglimento di SEL e la sua confluenza in Sinistra Italiana come partito, partecipa alla sua fondazione, di cui diventa coordinatore provinciale salernitano.
Alle elezioni regionali in Campania del 2020 si candida al Consiglio regionale della Campania nella lista civica Terra, totalizzando 454 preferenze che non sono sufficienti per risultare eletto.
Alle elezioni politiche anticipate del 2022 si candida alla Camera dei deputati, per la lista elettorale Alleanza Verdi e Sinistra (AVS) nel collegio plurinominale Campania 2 - 02, venendo eletto deputato. Nella XIX legislatura è componente della 11ª Commissione Lavoro pubblico e privato e della Commissione parlamentare per le questioni regionali, oltre a ricoprire l'incarico di tesoriere del gruppo parlamentare di AVS alla Camera.